# Liste der Kulturdenkmäler in Lorch (Rheingau)
Die folgende Liste enthält die in der Denkmaltopographie ausgewiesenen Kulturdenkmäler auf dem Gebiet  der  Stadt Lorch, Rheingau-Taunus-Kreis, Hessen.
Hinweis: Die Reihenfolge der Denkmäler in dieser Liste orientiert sich zunächst an Stadtteilen und anschließend der Anschrift, alternativ ist sie auch nach der Bezeichnung, der vom Landesamt für Denkmalpflege vergebenen Nummer oder der Bauzeit sortierbar.
Kulturdenkmäler werden fortlaufend im Denkmalverzeichnis des Landes Hessen durch das Landesamt für Denkmalpflege Hessen auf Basis des Hessischen Denkmalschutzgesetzes (HDSchG) geführt. Die Schutzwürdigkeit eines Kulturdenkmals hängt nicht von der Eintragung in das Denkmalverzeichnis des Landes Hessen oder der Veröffentlichung in der Denkmaltopographie ab.

Das Vorhandensein oder Fehlen eines Objekts in dieser Liste ist keine rechtsverbindliche Auskunft darüber, ob es Kulturdenkmal ist oder nicht: Diese Liste entspricht möglicherweise nicht dem aktuellen Stand der offiziellen Denkmaltopographie. Diese ist für Hessen in den entsprechenden Bänden der Denkmaltopographie Bundesrepublik Deutschland und im Internet unter DenkXweb – Kulturdenkmäler in Hessen einsehbar. Auch diese Quellen sind, obwohl sie durch das Landesamt für Denkmalpflege Hessen aktualisiert werden, nicht immer aktuell, da es im Denkmalbestand immer wieder Änderungen gibt.
Eine verbindliche Auskunft erteilt allein das Landesamt für Denkmalpflege Hessen.
Nutze diese Kartenansicht, um Koordinaten in der Liste zu setzen. In dieser Kartenansicht sind Kulturdenkmale ohne Koordinaten mit einem roten bzw. orangen Marker dargestellt und können in der Karte gesetzt werden. Kulturdenkmale ohne Bild sind mit einem blauen bzw. roten Marker gekennzeichnet, Kulturdenkmale mit Bild mit einem grünen bzw. orangen Marker.

## Lorch (Kernstadt)

### Gesamtanlagen mit besonderem Ensembleschutz
| Bild                              | Bezeichnung                       | Lage                                      | Beschreibung | Bauzeit | Objekt-Nr. |
| --------------------------------- | --------------------------------- | ----------------------------------------- | --- | ------- | ---------- |
| Gesamtanlage alter Ortskern Lorch | Gesamtanlage alter Ortskern Lorch | Lorch Lage                                | Für folgende Straßenzüge im alten Ortskern besteht Ensembleschutz: Amselgasse, Apothekengasse, Brunnengasse, Drosselgasse, Friedhof, Fronhofgasse, Kamillengasse, Kapellenstraße, Katzengraben, Kirche mit Kirchhof, Kirchgasse, Kirchspiel, Klostergasse, Kronengasse, Langgasse (Ostseite) 2–12, Langgasse (Westseite) 54–60, Markt, Marktgasse, Oberweg, ehm. Oelgasse, Pfarrgasse, Rheinstraße (Nordseite) 3–54, Rheinstraße (Südseite) 55–57 mit Hausgärten u. Grünanlagen zwischen Kirchgasse u. Kronengasse, Rittergasse, Römerberg, Römergasse, Rosengasse, Schaar, Sohlernsgasse, Steingasse, Wisperstraße 17–29. |         | 130580 DDB |
| Gesamtanlage Bleichstraße         | Gesamtanlage Bleichstraße         | Lorch, Bleichstraße 8–17 (Nordseite) Lage | Stadterweiterung in Richtung Lorchhausen um 1900 mit malerischem Gesamteindruck. Die Bebauung ordnet sich dem gewachsenen Orts- und Landschaftsbild harmonisch unter. Die historisierende Häuserzeile bis Bleichstraße Nr. 10 wurde, nach einem verheerenden Bergrutsch (1920), durch ein Ensemble von fünf weiteren Gebäuden (Nr. 11 bis Nr. 15) im selben Stil passend ergänzt. Diese „Bergrutsch-Häuser“ wurden errichtet, um Wohnraum zu schaffen, der in der Wisperstraße durch die Naturkatastrophe verlorengegangen war. Verschieferte Schweifgiebel, Bruchsteinsockel und andere historisierende Elemente prägen das malerische Straßenbild. Gestört wird der Anblick durch die in neuerer Zeit errichteten Garagen in den ehemaligen Gärten der Gebäude. | Um 1900 | 130579 DDB |

### B 42
| Bild               | Bezeichnung        | Lage                                                               | Beschreibung | Bauzeit                                                                                              | Objekt-Nr. |
| ------------------ | ------------------ | ------------------------------------------------------------------ | --- | --- | ---------- |
| Schiffslandebrücke | Schiffslandebrücke | Lorch, B 42 o. Nr., Rhein (Gew I – B) LageFlur: 74, Flurstück: 3/4 | Zweiteilige Schiffsanlegebrücke. Der vordere und hintere Brückenteil ist an jeweils zwei Pylonen aufgehängt, die ein Übereinanderschieben und Aufwinden bei Hochwasser und Eisgang ermöglichen. Diese Pylonen zum Hochwinden der Brückenteile wurden nach der Zerstörung durch den Eisgang von 1929 angebracht. Die Brückenteile mit Bogenkonstruktion fielen dann aber trotzdem 1956 dem Eisgang zum Opfer. Die neu gebauten Brückenteile erhielten schließlich die heutige gerade Fachwerkkonstruktion. | 1926 gebaut, 1929 und 1956 durch Eisgang zerstört, danach in etwas abgewandelter Form neu aufgebaut. | 130625 DDB |

### Bächergrund
| Bild                                        | Bezeichnung                                 | Lage                                               | Beschreibung | Bauzeit | Objekt-Nr. |
| ------------------------------------------- | ------------------------------------------- | -------------------------------------------------- | --- | ------- | ---------- |
| Weingut Troitzsch-Pusinelli / Haus Schöneck | Weingut Troitzsch-Pusinelli / Haus Schöneck | Lorch, Bächergrund 12 LageFlur: 91, Flurstück: 151 | Villa mit Wirtschaftshof als Landsitz für einen Engländer, weit außerhalb der damaligen Bebauung errichtet. 1887 von Huldreich Troitzsch erworben, wird seitdem als Weingut genutzt. Die Gebäude sind in unverputztem Backsteinmauerwerk ausgeführt. Das Wohnhaus mit seinem flachen Walmdach und plastisch betonten hohen Rechteck-Fenstern ist mit einem umlaufenden Schmuckfries in Brüstungshöhe des Obergeschosses versehen. | Um 1870 | 130302 DDB |

### Binger Weg
| Bild               | Bezeichnung        | Lage                                              | Beschreibung | Bauzeit  | Objekt-Nr. |
| ------------------ | ------------------ | ------------------------------------------------- | --- | -------- | ---------- |
| Weingut Altenkirch | Weingut Altenkirch | Lorch, Binger Weg 2 LageFlur: 84, Flurstück: 17/2 | Neurenaissance-Wohnhaus mit Bewirtschaftungs- u. Kellereitrakt. Dieses Weingut gehörte wie das Hotel „zum Schwanen“ ehemals Herrn Friedrich Altenkirch. | 19. Jh.  | 130508 DDB |
| Weingut Bauer      | Weingut Bauer      | Lorch, Binger Weg 5 LageFlur: 84, Flurstück: 12   | Villenartig ausgebautes Wohnhaus mit Weingut. Ausgesiedeltes Weingut weit außerhalb des beengten Ortskerns.                                             | ca. 1882 | 130507 DDB |

### Bleichstraße
| Bild                          | Bezeichnung                   | Lage                                                | Beschreibung | Bauzeit               | Objekt-Nr. |
| ----------------------------- | ----------------------------- | --------------------------------------------------- | --- | --------------------- | ---------- |
| Fachwerkwohnhaus              | Fachwerkwohnhaus              | Lorch, Bleichstraße 2 LageFlur: 68, Flurstück: 53   | Giebelständiges Fachwerkwohnhaus. Das hohe Satteldach mit steil herabgezogenem Firstwalm sowie das erhaltene Fachwerk sind charakteristisch für ein spätmittelalterliches Wohnhaus. Der relativ unverfälschte Erhaltungszustand macht es zu einem der seltenen Baudenkmale des Rheingaus. | Um 1500 umgebaut 1558 | 130509 DDB |
| Ehemaliges Burghotel          | Ehemaliges Burghotel          | Lorch, Bleichstraße 8 LageFlur: 98, Flurstück: 45/1 | Als romantisches Hotel für den zunehmenden Fremdenverkehr durch die Geb.Altenkirch errichtet. Die großen Kellerräume dienten den Besitzern als Lagerstätte für ihren Weinhandel. | 1895                  | 130510 DDB |
| Haus der Winzergenossenschaft | Haus der Winzergenossenschaft | Lorch, Bleichstraße 10 LageFlur: 98, Flurstück: 43  | Gebäude des Jugendstils, ehem. Weinhandlung mit großen Gewölbe-kellern. 1934 Übernahme durch die Lorcher Winzergenossenschaft. | Anfang 20. Jh.        | 130511 DDB |

### Burg-Fürsteneck-Straße
| Bild                               | Bezeichnung                        | Lage                                                               | Beschreibung                                                                                  | Bauzeit | Objekt-Nr. |
| ---------------------------------- | ---------------------------------- | ------------------------------------------------------------------ | --------------------------------------------------------------------------------------------- | ------- | ---------- |
| Ehemalige Jugendherberge Wispertal | Ehemalige Jugendherberge Wispertal | Lorch, Burg-Fürsteneck-Straße 17/19 LageFlur: 60, Flurstück: 111/3 | als Jugendherberge im späten Bauhausstil erbaut. Architekt Heinrich Jüngst (Frankfurt / Main) | 1929    | 130512 DDB |

### Drosselgasse
| Bild                    | Bezeichnung             | Lage                                                                             | Beschreibung | Bauzeit | Objekt-Nr. |
| ----------------------- | ----------------------- | -------------------------------------------------------------------------------- | --- | ------- | ---------- |
| Laquai's Weinwirtschaft | Laquai's Weinwirtschaft | Lorch, Drosselgasse 2 (bei Schwalbacher Straße) LageFlur: 69, Flurstück: 499/251 | Mansarddach Fachwerkwohnhaus mit vorgelagertem Hof zur Schwalbacher Straße. Giebelseite mit sichtbarem, schlichtem, konstruktivem Fachwerk. Im Inneren Ausstattungsbestandteile aus dem 19. Jh. | 1716    | 130585 DDB |

### Eisenbahn
| Bild                            | Bezeichnung                     | Lage                                                                            | Beschreibung                                 | Bauzeit | Objekt-Nr. |
| ------------------------------- | ------------------------------- | ------------------------------------------------------------------------------- | -------------------------------------------- | ------- | ---------- |
| Bild gesucht BW                 | Wegdurchlässe                   | Lorch, Eisenbahn LageFlur: 66, 67, Flurstück: 96/11, 298/4                      | Tonnengewölbte Dammdurchlässe aus Sandstein. | 1857    | 952430 DDB |
| Eisenbahnbrücke über die Wisper | Eisenbahnbrücke über die Wisper | Lorch, Eisenbahn, Wisper (Gew II) LageFlur: 68, Flurstück: 203/1, 205/8, 325/14 |                                              | 1857    | 957192 DDB |

### Kapellenweg
| Bild           | Bezeichnung    | Lage                                                                                   | Beschreibung | Bauzeit  | Objekt-Nr. |
| -------------- | -------------- | -------------------------------------------------------------------------------------- | --- | -------- | ---------- |
| weitere Bilder | Neuer Friedhof | Lorch, Kapellenweg, Lehren, Kapellen LageFlur: 67, 83, Flurstück: 271/2, 272, 360, 364 | Der ältere Teil des mit einer sandsteingedeckten Bruchsteinmauer umgebenen Friedhofs liegt unterhalb des Kapellenweges; er wird auch als „Alter“ bzw. „Unterer“ Friedhof bezeichnet. Der Eingang durch ein schmiedeeisernes Tor flankiert von Sandsteinpfosten, gekrönt von Urnenaufsätzen, ist mittig in der Begrenzungsmauer zum Kapellenweg. In der Böschungsmauer des um 1900 entstandenen „Neuen Friedhofs“ befindet sich eine spitzbogige Sandsteinnische mit neugotischer Christusfigur, entstanden um 1850. Rechts daneben ebenfalls ein schmiedeeisernes Tor vor dem Treppenaufgang zum „Neuen“ bzw. „Oberen“ Friedhof. Erhalten sind einige Grabmäler aus dem frühen 20. Jh. An der oberen Umfassungsmauer befindet sich neben einer hohen, übergiebelten, spitzbogigen Backstein-Nische mit Friedhofskreuz auch ein Geräteschuppen, der im gleichen Stil errichtet wurde. | ca. 1830 | 130513 DDB |

### Katzengraben
| Bild              | Bezeichnung       | Lage                                                  | Beschreibung                                                      | Bauzeit | Objekt-Nr. |
| ----------------- | ----------------- | ----------------------------------------------------- | ----------------------------------------------------------------- | ------- | ---------- |
| Elektrowerk Lorch | Elektrowerk Lorch | Lorch, Katzengraben 3a LageFlur: 83, Flurstück: 422/1 | Industriebau zur Stromerzeugung, in Betrieb bis Mitte des 20. Jh. | 1904    | 130514 DDB |

### Kirchspiel
| Bild                     | Bezeichnung              | Lage                                            | Beschreibung | Bauzeit             | Objekt-Nr. |
| ------------------------ | ------------------------ | ----------------------------------------------- | --- | ------------------- | ---------- |
| Das hintere Fachwerkhaus | Haus des Philipp Hilchen | Lorch, Kirchspiel 4 LageFlur: 68, Flurstück: 65 | Giebelständiges Fachwerkwohnhaus mit eindrucksvollem Zierfachwerk. | um 1575             | 130205 DDB |
| Das Haus im Vordergrund  |                          | Lorch, Kirchspiel 5 LageFlur: 68, Flurstück: 64 | Fachwerkhaus errichtet auf der nicht mehr vorhandenen Hofmauer des Hofes Kirchspiel Nr. 4. Es diente wahrscheinlich als Wirtschafts- od. Nebengebäude dieser Hofanlage. | 17./18. Jahrhundert | 130206 DDB |

### Kolpingstraße
| Bild        | Bezeichnung | Lage                                                   | Beschreibung | Bauzeit | Objekt-Nr. |
| ----------- | ----------- | ------------------------------------------------------ | --- | ------- | ---------- |
| Kolpinghaus | Kolpinghaus | Lorch, Kolpingstraße 5 LageFlur: 69, Flurstück: 550/15 | Ehemaliges Gesellenhaus der Kolpingfamilie Lorch, nach den Plänen des Kirchenbaumeisters und Architekten Martin Weber im Bauhausstil errichtet. Es diente als Quartier für wandernde Handwerksburschen außerdem war es Vereinslokal mit Festsaal und Jugendräumen. Heute ist es das Bürgerhaus der Stadt Lorch | 1927/28 | 130621 DDB |

### Kronengasse
| Bild           | Bezeichnung | Lage                                              | Beschreibung                                                                   | Bauzeit                                                   | Objekt-Nr. |
| -------------- | ----------- | ------------------------------------------------- | ------------------------------------------------------------------------------ | --------------------------------------------------------- | ---------- |
| weitere Bilder | Hotel Krone | Lorch, Kronengasse 1 LageFlur: 67, Flurstück: 233 | Seit 1720 Hotelbetrieb und ehem. Ausspann- und Poststation von Thurn und Taxis | 17. Jh. Sockel u. Erdgeschoss, Traufenbau aus dem 18. Jh. | 130532 DDB |

### Langgasse
| Bild                  | Bezeichnung           | Lage                                                | Beschreibung | Bauzeit                                                                               | Objekt-Nr. |
| --------------------- | --------------------- | --------------------------------------------------- | --- | ------------------------------------------------------------------------------------- | ---------- |
|                       |                       | Lorch, Langgasse 4 LageFlur: 68, Flurstück: 276/101 | Fachwerkwohnhaus mit Krüppelwalmdach. An der Giebel- und Rückwand wurde das konstruktive Fachwerk freigelegt. Schöne Haustür mit Rokoko-Formschnitzerei aus dem 18. Jh. | Um 1800                                                                               | 130207 DDB |
|                       |                       | Lorch, Langgasse 6 LageFlur: 69, Flurstück: 438/112 | Giebelständiges, verputztes Fachwerk-Wohnhaus mit Krüppelwalmdach. Am Eingang auf der Traufseite ein hölzern profiliertes Stichbogengewände mit Ohren u. Schlussstein. Inschrift: „ID AMD 1775“. | 1775                                                                                  | 130515 DDB |
|                       |                       | Lorch, Langgasse 7 LageFlur: 69, Flurstück: 114/1   | Wohnhaus mit Krüppelwalmdach. Ehemals verputztes Obergeschoss mit konstruktivem Fachwerk. Erkennbar am Fachwerk die uneinheitliche Entstehung des Gebäudes. Vom Vorgängerbau erhaltenes massives Erdgeschoss, mit wertvollem, im Rheingau einzigartig geschnitztem Eingangsportal von 1609, mit schöner zweiflügeliger Tür, mit biedermeierlichem Dekor aus dem frühen 18. Jh.                                                                 | 1609 Erdgeschoss, Obergeschoss spätes 18. Jh.                                         | 130208 DDB |
| Ehem. Schönborner Hof | Ehem. Schönborner Hof | Lorch, Langgasse 12 LageFlur: 69, Flurstück: 130/1  | Eine von einer Bruchsteinmauer umfriedete, schön erhaltene Hofreite mit Scheune und Stallungen. Wahrscheinlich wurden nach einem Brand im 19. Jh. die ehemaligen Gebäude durch einfache Backsteinbauten ersetzt. Ehemals Hunoldsteiner'scher Hof, später Wolfskehl'scher Hof. Vom 18. Jh. bis ca. 1980 ein Wirtschaftshof des Weingutes Graf von Schönborn, Wiesentheid.                                                                       | Keller, Grundmauern und Umfriedung wahrscheinlich 16. Jh., Backsteinaufbauten 19. Jh. | 130516 DDB |
|                       |                       | Lorch, Langgasse 26 LageFlur: 69, Flurstück: 37/1   | Kleines Fachwerkwohnhaus, ganz verputzt am Ende der alten Ortsbebauung. Dieses denkmalgeschützte Wohnhaus wurde 2016 abgerissen. | 17. oder 18. Jh.                                                                      | 130209 DDB |
|                       |                       | Lorch, Langgasse 58 LageFlur: 69, Flurstück: 207/2  | Verputztes, giebelständiges, massives Wohnhaus mit Sandstein-Türgewände. Satteldach mit verkleidetem Fachwerkgiebel. Erscheinungsbild durch verschiedene Ersatzmaterialien gestört. | 1775                                                                                  | 130210 DDB |
|                       |                       | Lorch, Langgasse 60 LageFlur: 68, Flurstück: 93/4   | Ehemals Weingut Travers. Repräsentativer verputzter Massivbau mit riesigen Kellerräumen bis zur Schwalbacher Straße. Mittig auf der Rückseite befindet sich eine vorgesetzte Veranda mit hölzerner Dachlaube. Im Erdgeschoss wurden Mitte des 19. Jh. große Schaufenster eingebaut. Hier befand sich zunächst ein Kolonialwarengeschäft, es folgten dann Ende des 20. Jh. ein Blumengeschäft, und bis heute befindet sich dort eine Metzgerei. | 1801                                                                                  | 130211 DDB |

### Leprosenhaus
| Bild           | Bezeichnung  | Lage                                                        | Beschreibung | Bauzeit          | Objekt-Nr. |
| -------------- | ------------ | ----------------------------------------------------------- | --- | ---------------- | ---------- |
| weitere Bilder | Leprosenhaus | Lorch, Leprosenhaus 1/2 LageFlur: 68, Flurstück: 35/5, 36/1 | Im 14. Jh. an der ehem. Stadtmauer errichtet zur gesonderten Unterbringung von Menschen mit ansteckenden Krankheiten. 1657 neu errichtet. Aus dieser Zeit stammt auch das Zierfachwerk der Giebelseite. Das seitliche Ständerfachwerk wurde bei der Sanierung im späten 20. Jh. durch neues Zierfachwerk ersetzt. | 14. Jh. /17. Jh. | 130558 DDB |

### Markt
| Bild                               | Bezeichnung                            | Lage                                                      | Beschreibung | Bauzeit | Objekt-Nr. |
| ---------------------------------- | -------------------------------------- | --------------------------------------------------------- | --- | --- | ---------- |
| Rest des ehem. fränkischen Salhofs | Rest des ehem. fränkischen Salhofs     | Lorch, Markt 1 LageFlur: 68, Flurstück: 148/8             | Leider ist dieses älteste Baudenkmal Lorchs durch neuere Bebauung zwar noch erhalten, aber bis auf einen kleineren Teil nicht mehr sichtbar. Bei dem 13,5 m langen und ca. 6 m hohen Mauerzug handelt es sich um die südwestliche Außenseite des ehem. fränkischen Salhofes. Das im Bild zu sehende, vermauerte, von Karl August von Cohausen dokumentierte, nicht mehr sichtbare Portal gehört ebenso zum Baudenkmal, wie die noch sichtbare Mauerkrone mit großem Fensterdurchbruch, Rechteckbank aus rotem Sandstein und drei Rundsäulen mit Basis, Halsring u. Kapitell im Hof Markt 1 (Bäckerei Laquai). | 10. Jh. (laut dem Untersuchungsergebnis vom damaligen Königlichen Konservator von Hessen-Nassau Karl August von Cohausen) | 130517 DDB |
| rechts im Bild                     |                                        | Lorch, Markt 2 LageFlur: 68, Flurstück: 146/4             | Fachwerkhaus mit Sichtfachwerk aus dem späten 17. Jh. Die Fensterumbauten erfolgten im 18. Jh., Laden und Dachausbau sind aus jüngster Zeit. Der starkwandige Keller mit auf viereckigen Pfeilern ruhendem Kreuzgewölbe stammt wahrscheinlich noch aus dem Mittelalter und gehörte zum damaligen Salhof (siehe Markt 1). | 17. Jh. (Keller 10.–12. Jh.)                                                                                              | 130212 DDB |
| links im Bild                      |                                        | Lorch, Markt 3 LageFlur: 68, Flurstück: 145               | Verputztes, im Giebel verschiefertes Fachwerkgebäude. Die asymmetrische Schaufassade entstand durch Anbau in Richtung Kirchgasse. Im Inneren ist die alte Fachwerkaußenwand von 1659 mit zeittypischen Formen im Obergeschoss erhalten. Im Keller ist der Rest eines Rundturmes erhalten, welcher vom mittelalterlichen Salhof stammen soll (siehe Markt 1 u. 2). | 1659 (Rundturmrest im Keller 10.–12. Jh.)                                                                                 | 130518 DDB |
| weitere Bilder                     | Katholische Pfarrkirche St. Martin     | Lorch, Markt 4 LageFlur: 68, Flurstück: 124               | Der älteste Teil der gotischen Pfarrkirche bildet das Fundament des Kirchturmes. Hier wurden römische Ziegel nachgewiesen, die auf einen römischen Burgus hinweisen, der nach der Aufgabe des Limes zur Sicherung des hier eingerichteten Brückenkopfes diente. Romanische Mauerreste des Vierungs-Turmes in der Mittelwand des Chores und eine Fensterwand in der Taufkapelle wurden von der Vorgängerkirche im Bauwerk integriert. 1. Bauabschnitt: 1270/90 Errichtung des Chores und 2 davor liegender Joche durch Kölner Dombauleute. 2. Bauabschnitt: 1304 Errichtung des Hauptschiffes durch Trierer Dombauleute unter Einbeziehung des Turmes, der bis dahin wahrscheinlich als Bergfried genutzt wurde. Abriss der alten romanischen Kirche. 3. Bauabschnitt: 1398 Errichtung des Seitenschiffes (Pressbergerschiff), die Verbindung zum Hauptschiff wurde durch teilweises Entfernen seiner Nordwand zwischen dessen Strebepfeilern erreicht. 4. Bauabschnitt: Anfang 15. Jh. Bau der inneren Vorhalle. 5. Bauabschnitt Ca. 1480 Bau der äußeren Vorhalle. 1554 nach einem Kirchturmbrand wurde das 4. Turmgeschoss 1558 erneuert. 1732 erhielt das Chordach ein Messglocktürmchen. Um 1875 wurde die Kirche umfassend renoviert, dabei wurde auch das Messglocktürmchen in neugotischer Form neu errichtet. 1912 wurde das Gewölbe der Empore eingezogen und der Hauptturm mit einer Sandstein-Galerie versehen. 1964 wurde eine neue Sakristei angebaut. Eine weitergehende Beschreibung des Bauwerkes und seiner zahlreichen Kunstwerke würde den Rahmen dieser Tabelle sprengen, mehr dazu auf der Seite: St. Martin (Lorch) und Lorcher Hochaltar | Ab 13. Jh. | 130519 DDB |
| weitere Bilder                     | Kirchhof                               | Lorch, Markt 4 LageFlur: 68, Flurstück: 124               | Die rund um die hochgelegene Kirche angelegte, von hohen Mauern geschützte Kirchhof-Terrasse diente einst als Wehrfriedhof, wobei der heutige Kirchturm einst als Bergfried diente. Erst um 1300, beim Bau des Langhauses der neuen gotischen Kirche, wurde der wuchtige Turm als Kirchturm umfunktioniert und ins Gebäude integriert. Der Kirchhof diente bis Mitte des 19. Jh. als Friedhof. Hier gab es neben einer Notgottes-Kapelle auch eine Michaels-Kapelle, die als Totenkapelle mit Beinhaus diente. 1811 wurden diese Kapellen abgerissen. In den 1980er Jahren wurde das wertvolle Friedhofskreuz (genannt Schwedenkreuz) von 1491 (Korpus um 1700) in den Chor des Seitenschiffs der Kirche versetzt. Einige alte Grabmale sind noch vor Ort erhalten. | | 130520 DDB |
| weitere Bilder                     | Stationen der sieben Schmerzen Mariens | Lorch, Markt 4 LageFlur: 68, Flurstück: 124               | Die in die Kirchhofmauer integrierten, bildstockartigen, handwerklich qualitätvoll gearbeiteten Stationen aus Sandstein beherbergen schöne Reliefs von den sogenannten sieben Schmerzen Mariens. Errichten ließ sie der Pfarrer H. Houben (* 1842, † 1907 in Lorch) | 1902 | 130520 DDB |
| weitere Bilder                     | Gefallenenehrenmal                     | Lorch, Markt 4 LageFlur: 68, Flurstück: 124               | Das Ehrenmal aus Buntmarmor für die gefallenen Lorcher Soldaten des Ersten Weltkrieges ist als Triptychon-Relief gestaltet. Bekrönt von der Beweinung Christi von zwei kleineren eisernen Kreuzen flankiert. Darunter ein Schriftband: – Besser ist es wir sterben im Kampfe als das Unglück unseres Volkes und Heiligtums zu sehen. Wie aber der Wille im Himmel ist also geschehe es– . Im Mittelteil drei Tafeln mit den Namen und Sterbedaten der Gefallenen, seitlich durch vier Trauernde begrenzt. (Zerlumpte Frau, Soldat, betende Nonne und Trauben erntende Winzerin, als Symbole für Hunger, Krieg, Gebet und Arbeit) Unter der mittleren Tafel steht geschrieben: – Herr gib ihnen die ewige Ruhe u. das ewige Licht leuchte ihnen – , davon links.: – Ich weiss das mein Erlöser lebt und ich werde am – , Fortsetzung rechts: – jüngsten Tage von der Erde auferstehen Joh 19.2 – . Getragen wird das Ganze von zwei Konsolen. Dazwischen, als Symbol für den Opfertod Jesu Christi, die Darstellung eines Pelikans, der seine Jungen mit seinem Blut ernährt, umkränzt von Reben und Trauben. Das am 27. August 1922 eingeweihte Ehrenmal ist ein Werk des in Lorch aufgewachsenen Professors August Weckbecker (* 1888, † 1939). In den 1920er Jahren lehrte er an der Münchner Kunstakademie. | 1920/21 | 130520 DDB |
| weitere Bilder                     | Grabmal                                | Lorch, Markt 4 LageFlur: 68, Flurstück: 124               | Grabmal von Carl Heinrich Freiherr von Hausen, des vormaligen Hofgerichtsherrn auf Rehlingen in Deutsch-Lothringen, Capitain im französischen Regiment Royal-Deux-Ponts, kurtrierischer Kammerherr und Jägerhauptmann. Damaliger Besitzer des Hilchenhauses. | Um 1832 | 130520 DDB |
| weitere Bilder                     | Grabstein                              | Lorch, Markt 4 LageFlur: 68, Flurstück: 124               | Grabstein aus rotem Sandstein der Catharina Luncken. Inschrift: Der Mensch vom Weibe gebohren / lebt eine kurtze Zeit und wird / erfüllt mit vielen Betruebnissen / er gehet auff wie eine Blume / und faellt abe fleucht dahin wie / ein Schatten und bleibt nimer / im Standt (Hiob) / AD 1647 ist des Herrn Nicolai Braun / ehlich Hausfraw Cathrina Lunken sampt / seiner lieben Tochter Maria Ursula / erbaermlich jedoch... Herrn../ Rest unleserlich | 1647 | 130520     |
| weitere Bilder                     | Grabsteine                             | Lorch, Markt 4 LageFlur: 68, Flurstück: 124               | Die auf dem Bild zu sehenden Grabsteine wurden wegen Umgestaltungsarbeiten vom jetzigen Friedhof hierher umgesetzt. Es handelt sich um Tafeln vom sogenannten Pfarrer-Grab. | 19. Jh. |            |
| weitere Bilder                     | Hl. Michael                            | Lorch, Markt 4 LageFlur: 68, Flurstück: 124               | Die Figur des Erzengels Michael aus rotem Sandstein gehörte vermutlich zur nicht mehr existierenden Michaels-Kapelle. Diese stand südlich der Kirche auf dem Platz, wo heute eine historische Holzkelter steht. | 18. Jh, | DDB        |
| Rathaus                            | Rathaus                                | Lorch, Markt 5, Markt LageFlur: 68, Flurstück: 123, 191/1 | Klassizistisches Bauwerk mit ehemals verputztem Ständer-Fachwerk. Von 1823 bis 1933 Schule und Rathaus. Ab 1933 alleinige Nutzung als Rathaus. | 1823 | 130521 DDB |
|                                    |                                        | Lorch, Markt 6 LageFlur: 68, Flurstück: 120/1             | Fachwerkwohnhaus mit mehrfach veränderter Fassade, enthält an der Giebelseite noch Reste aus der Erbauungszeit. | Mitte 16. Jh. | 130213 DDB |

### Marktgasse
| Bild | Bezeichnung | Lage                                               | Beschreibung | Bauzeit | Objekt-Nr. |
| ---- | ----------- | -------------------------------------------------- | --- | ------- | ---------- |
|      |             | Lorch, Marktgasse 1 LageFlur: 68, Flurstück: 157   | Giebelständiges Fachwerkhaus mit massivem Erdgeschoss in dem Anfang des 20. Jh. eine Metzgerei eingerichtet wurde, es folgten ein Elektrogeschäft und schließlich eine Buchhandlung. Das deutlich vorkragende Fachwerk des Obergeschosses ist seit 2005 wegen Fassadenverkleidung nicht mehr sichtbar. Ebenso verschwand mit dem Rückbau der Schaufenster die um 1900 entstandene handwerklich qualitätsvolle Ladentür. | 17. Jh. | 130522 DDB |
|      |             | Lorch, Marktgasse 2 LageFlur: 68, Flurstück: 156/1 | Traufständiges Fachwerkhaus mit Erdgeschoss aus massivem Bruchsteinmauerwerk. Rundbogige Eingangstür mit profiliertem Sandsteingewände und Hauswappen. Bei dem zugeputzten, vorkragenden Fachwerk des Obergeschosses wird es sich höchstwahrscheinlich um gut erhaltenes (früh)barockes Sichtfachwerk handeln. | 17. Jh. | 130523 DDB |

### Oberweg
| Bild                  | Bezeichnung           | Lage                                            | Beschreibung | Bauzeit     | Objekt-Nr. |
| --------------------- | --------------------- | ----------------------------------------------- | --- | ----------- | ---------- |
| Katholischer Pfarrhof | Katholischer Pfarrhof | Lorch, Oberweg 13 LageFlur: 67, Flurstück: 29/1 | Mit einer Bruchsteinmauer umfriedete Hofanlage mit winkligem Wohnhaus und angebautem Kelterhaus. Der im Hof liegende Fachwerktrakt entstand bereits um 1690, während der südliche mit Schiefer verkleidete Flügel 1820 angebaut wurde. | 1690 / 1820 | 130524 DDB |

### Rheinstraße
| Bild                                                        | Bezeichnung                                                 | Lage                                                                             | Beschreibung | Bauzeit                                                     | Objekt-Nr. |
| ----------------------------------------------------------- | ----------------------------------------------------------- | -------------------------------------------------------------------------------- | --- | ----------------------------------------------------------- | ---------- |
|                                                             |                                                             | Lorch, Rheinstraße 9 LageFlur: 66, Flurstück: 110/31, 30/1                       | Villa mit Weingut des Weinhändlers Ferdinand Fendel. Spätklassizistischer nassauischer Landhaustypus. | Um 1860                                                     | 130527 DDB |
| Zum Schwanen („Neuer Schwan“)                               | Zum Schwanen („Neuer Schwan“)                               | Lorch, Rheinstraße 10 LageFlur: 66, Flurstück: 24/2                              | Zusammen mit dem älteren Nachbargebäude (Rheinstraße 11) bildete es bis zum Ersten Weltkrieg das Hotel „Zum Schwanen“. Eigentümer war der Weingutsbesitzer Friedrich Altenkirch. | 19. Jh.                                                     | 130528 DDB |
| Ehemaliges Gasthaus zum Schwanen („Alter Schwan“)           | Ehemaliges Gasthaus zum Schwanen („Alter Schwan“)           | Lorch, Rheinstraße 11 LageFlur: 66, Flurstück: 26/1                              | Nach mehreren Umbauten im 18. und 19. Jahrhundert bildete es zusammen mit dem Nachbargebäude (Rheinstraße 10) das Hotel Zum Schwanen. Hier stieg 1912 der Deutsche Kaiser Wilhelm II. ab. | um 1770                                                     | 130529 DDB |
| Stiftertafel der Markuskapelle                              | Stiftertafel der Markuskapelle                              | Lorch, Rheinstraße 23 LageFlur: 67, Flurstück: 317/216                           | Erinnerungstafel des Ratsherrn u. Glasermeisters Nikolaus Braun an die Renovierung der bereits 1364 erwähnten Markuskapelle, die bis 1822 hier stand. Die Inschrift lautet: „ANNO 1645 HAT DER EHRENHAFT(e) HERR NICOLAVS BRAVN DIESE VHRALTE (veraltete) S MARCI CAPELL (St.-Markus-Kapelle) DEN GOTTESDIENST DARINNEN ZV(zu) VERRICHTEN ZV(zum) EWIG WEHRENDEN(währendem) GEDAECHTNVS (Gedächtniss) REPARI(e)REN LAS(s)EN“ | 1645                                                        | 130530 DDB |
|                                                             |                                                             | Lorch, Rheinstraße 26 LageFlur: 67, Flurstück: 221/1                             | Eine in eine Hausecke eingemauerte, aus dem Mittelalter stammende Steinkonsole mit Kopf. |                                                             | 130531 DDB |
|                                                             |                                                             | Lorch, Rheinstraße 28 LageFlur: 67, Flurstück: 385/235                           | Historistisches Haus des Postmeisters Dahlen. Die Fenstergewände, Gesimse und Ecken des Gebäudes, das aus gelbem Ziegelsichtmauerwerk mit Bruchsteinsockel besteht, werden von plastischen, stark vortretenden Werksteinteilen aus gelbem Sandstein gebildet. Leider wurde das schmiedeeiserne Balkongeländer im 20. Jahrhundert durch ein unpassendes „Plastik“-Geländer ersetzt. | 19. Jh.                                                     | 130533 DDB |
| Weingut Germersheimer                                       | Weingut Germersheimer                                       | Lorch, Rheinstraße 39 LageFlur: 67, Flurstück: 95/1                              | Das Wohnhaus eines Weingutes mit Laubengang und auffallend dekorativem Fachwerkgiebel. Hier soll sich einst der Zehnthof der Mainzer Dompropstei befunden haben, die Grundmauern der Wirtschaftsgebäude sollen aus dieser Zeit stammen. | 20. Jh.                                                     | 130534 DDB |
| Eberbacher Wappenstein                                      | Eberbacher Wappenstein                                      | Lorch, Rheinstraße 42 LageFlur: 67, Flurstück: 106/1                             | Sandsteinwappen, ursprünglich angebracht am Weinhof des Klosters Eberbach, der sich hier befand. Der Stein zeigt das Wappen des Abtes Alberich Kraus (Amtszeit 1667–1702) mit 2 Ebern und dem diagonalen Zisterzienserbalken. | 1669                                                        | 130535 DDB |
| Ehemals Freiburger Hof                                      | Ehemals Freiburger Hof                                      | Lorch, Rheinstraße 44 LageFlur: 67, Flurstück: 121/4                             | Die stattliche dreiflüglige Hofanlage gehörte bis ins 19. Jh. den Grafen von Walderdorff. Zahlreiche Gewölbekeller weisen auf eine jahrhundertelange Nutzung als Weingut hin. | Haupthaus um 1650 Seitenflügel u. Verblendfachwerk ca.1830  | 130536 DDB |
|                                                             |                                                             | Lorch, Rheinstraße 45 LageFlur: 67, Flurstück: 123/1                             | Schlichtes, qualitätvolles, voluminöses Bürgerhaus mit massivem Erdgeschoss, darüber ein verschiefertes Fachwerkgeschoss mit Schieferwalmdach. Leider wurden Fenster, der Eingang mit Treppe sowie die Sockelverkleidung im 20. Jahrhundert „modernisiert“. | Anfang 19. Jh.                                              | 130537 DDB |
| Ehemaliges Kelterhaus des Domkapitels                       | Ehemaliges Kelterhaus des Domkapitels                       | Lorch, Rheinstraße 46 LageFlur: 67, Flurstück: 129                               | Das ursprünglich verputzte Fachwerkobergeschoss mit Schiefer-Walmdach wurde im 18. Jh. auf das hohe, hallenartige, wesentlich ältere 1 1/2-geschossige Wirtschaftsgebäude aufgesetzt. Sehenswert auch die beiden Sandsteintürgewände mit Oberlicht und die Türen mit Kassettenfüllung aus dem 17. Jh. | Obergeschoss 18. Jh, Keller u. Erdgeschoss wesentlich älter | 130538 DDB |
| Alte Apotheke                                               | Alte Apotheke                                               | Lorch, Rheinstraße 47 LageFlur: 67, Flurstück: 130/2                             | Stattliches Wohnhaus, genutzt bis 1901 als Gasthof „Zum Adler“ dann bis 1956 als Apotheke. Hier befand sich einst der Breitbachturm, vormals Sickingerturm, den die Gebrüder Breitbach 1664 den Kapuzinern überließen. Diese bauten ein Haus an und nutzten die Niederlassung bis 1686. Danach befand sich hier der Kurfürstliche Salhof, Centsaal oder auch Fronhof genannt. | Anfang 19. Jh.                                              | 130539 DDB |
|                                                             |                                                             | Lorch, Rheinstraße 47 LageFlur: 67, Flurstück: 130/2                             | Ehemaliges Wirtschaftsgebäude aus Bruchsteinmauerwerk, mit unregelmäßigen Fensteröffnungen, steilem Schieferdach mit modernisierten Dachgauben und verschiefertem Fachwerkgiebel. |                                                             | 130539     |
| weitere Bilder                                              | Hilchenhaus                                                 | Lorch, Rheinstraße 48, Sohlersgasse LageFlur: 67, 68, Flurstück: 132/1, 195, 196 | Bedeutendstes Renaissance-Gebäude am oberen Mittelrhein. Der dreigeschossige Steinbau mit monumentaler Schaufassade wurde erbaut von Johann (III.) Hilchen von Lorch, der allerdings während der Bauphase verstarb. Erst sein Enkel Johann (IV.) von Hunolstein vollendete nach über 25 Jahren das Gebäude. Beachtenswert sind die schön gearbeiteten Sandsteinbauteile, besonders der Erker und die wappengeschmückte Balkonbrüstung. | 1546–1573                                                   | 130541 DDB |
| Zehnthof / Weingut Graf von Kanitz – Wohnhaus Gutsverwalter | Zehnthof / Weingut Graf von Kanitz – Wohnhaus Gutsverwalter | Lorch, Rheinstraße 49 LageFlur: 68, Flurstück: 127/1                             | Der kubische Massivbau mit Mansardendach und siebenachsiger Hauptfassade gehört ebenfalls zum Ensemble des Zehnthofes. Der ehemals mittig zur Rheinstraße liegende Haupteingang wurde vermauert und durch ein Fenster ersetzt. Sehenswert ist auch die sich an das Gebäude anfügende, mittelalterliche Hofumfassung aus Bruchstein. 2002 wurde leider das originale rundbogige Einfahrtportal abgerissen und durch zwei Pfeiler ersetzt. | 17. Jh., Hofmauer ca. 15. Jh.                               | 130542 DDB |
| Zehnthof / Weingut Graf von Kanitz – Turm                   | Zehnthof / Weingut Graf von Kanitz – Turm                   | Lorch, Rheinstraße 49 LageFlur: 68, Flurstück: 127/1                             | Hofanlage mit ehemaligem Wohnturm des Philipp Hilchen v. Lorch und dessen Ehefrau Ursula von Wallbrunn. Das ehemals am Eingang eingemauerte Ehewappen der Beiden befindet sich heute im benachbarten Terrassentreppenabgang des Hilchenhauses. Von dem im Krieg, bis auf den Kreuzgewölbe-Keller, weitgehend zerstörten dreistöckigen Wohnturm sind nur drei massive Außenwände mit unregelmäßig angeordneten vermauerten Fenstern, deren gekehlten Sandsteingewände sowie, in Traufhöhe, ein Abschluss-Rundbogenfries erhalten. Heute als Keller und Tanklager genutzt.                                                                    | Wohnturm 15. Jh.                                            | 130542 DDB |
|                                                             |                                                             | Lorch, Rheinstraße 51 LageFlur: 68, Flurstück: 140/1                             | Hofanlage bestehend aus mehreren Gebäuden. Zur Rheinstraße bestehend aus zwei rechtwinklig aneinander stoßenden Wohnhäusern mit massiven Keller- und Erdgeschossen. Der giebelständige westliche Bau mit Krüppelwalmdach und Sichtfachwerk aus dem 18. Jh. Zum Eingang führt eine Sandsteintreppe, die erhaltene Kassettentür entstand ca. 1850. Das Obergeschoss des traufseitig an die Rheinstraße angrenzenden Baus besteht aus verschiefertem jüngerem Fachwerk, das mit geringen Resten aus dem 17. Jh. kombiniert wurde. Der an die Schaar angrenzende Hof ist von weiteren zum Teil holzverschalten Wirtschaftsgebäuden umschlossen. | 17. Jh.                                                     | 130543 DDB |
| „Alte Post“ / ehem. Gasthaus „Zur Traube“                   | „Alte Post“ / ehem. Gasthaus „Zur Traube“                   | Lorch, Rheinstraße 52 LageFlur: 68, Flurstück: 168/4                             | Barockes Wohnhaus mit charakteristischem Sichtfachwerk und hohem Mansarde-Walmdach. Früher Gasthaus zur Traube, ab 1921 zeitweise als Postamt genutzt. Anstelle der heutigen links neben dem Haus befindlichen Doppelgarage befand sich einst die zum benachbarten Hospital gehörende Hl.-Geist-Kapelle. Sie wurde bereits 1388 erwähnt und bis ins 18. Jh. benutzt. 1784 war sie bereits ein Kelterhaus, schließlich wurde das Gebäude in den 1960er Jahren weitestgehend abgerissen und als Garage umgebaut. | 1718                                                        | 130544 DDB |
| Rundbau                                                     | Rundbau                                                     | Lorch, Rheinstraße 54 LageFlur: 68, Flurstück: 159                               | Der sogenannte Rundbau wurde auf den Kellern des zum Hospital gehörenden Präsenzhauses, welches 1837 wegen Baufälligkeit niedergelegt wurde, im klassizistischen Stil, bogenförmig dem Straßenverlauf folgend errichtet. Diese gebogene Bauform nutzte man im Innern zur Ausgestaltung zweier übereinanderliegender völlig ovaler Wohnzimmer. Interessant sind auch die zum Teil original erhaltenen Türen und die Flurwandvertäfelung. | 1837                                                        | 130606 DDB |
|                                                             |                                                             | Lorch, Rheinstraße 55 LageFlur: 67, Flurstück: 157/2                             | Fachwerk Wohnhaus mit markantem fünfseitigen Haubendach-Erker. | frühes 18. Jh,                                              | 130545 DDB |
|                                                             |                                                             | Lorch, Rheinstraße 57 LageFlur: 66, Flurstück: 72/1                              | Gebäude der südseitig vorgeschobenen alten Bebauung der Rheinstraße. Traufständiges Fachwerkhaus mit Krüppelwalmdach und niedrigem massiven Erdgeschoss. Das vorkragende Fachwerkobergeschoss ist verputzt bzw. verschiefert. | 17./18. Jh.                                                 | 130546 DDB |
| weitere Bilder                                              | Bahnhof Lorch                                               | Lorch, Rheinstraße 58 LageFlur: 66, Flurstück: 96/5                              | Typisches Bahnhofsgebäude des rheinischen Gebiets, mit flachgeneigtem Walmdach und spätklassizistischen Formen. | Um 1870                                                     | 130281 DDB |

### Rittergasse
| Bild          | Bezeichnung                                  | Lage                                                                     | Beschreibung | Bauzeit                           | Objekt-Nr. |
| ------------- | -------------------------------------------- | ------------------------------------------------------------------------ | --- | --------------------------------- | ---------- |
| Rittergasse 3 | Ehem. Carl-Altenkirch-Stift (Sachgesamtheit) | Lorch, Rittergasse 3, 3a, 3b, 3c LageFlur: 98, Flurstück: 58/4, 58/5, 59 | Gotischer Adelssitz des Schultheiß Saneck von Waldeck später der Ritter von Breitenbach. 1890 wurde vom Weingutsbesitzer Fendel aus Niederheimbach der neu gotische villenartige Anbau zum Rhein hin errichtet. Der Lorcher Weingutsbesitzer und Hotelier Carl Altenkirch erwarb die Liegenschaft, um 1908 daraus eine Stiftung zur Nutzung als Armenhaus und Krankenhaus zu machen. Von 1918 bis 1981 wohnten und betrieben hier Dernbacher Schwestern ein Altenheim, ab 1921 im umgebauten Kelterhaus auch einen Kindergarten. | Ab 1298, rheinseitiger Anbau 1890 | 130547 DDB |

### Schaar
| Bild    | Bezeichnung | Lage                                         | Beschreibung                      | Bauzeit | Objekt-Nr. |
| ------- | ----------- | -------------------------------------------- | --------------------------------- | ------- | ---------- |
| Brunnen | Brunnen     | Lorch, Schaar LageFlur: 68, Flurstück: 153/1 | Klassizistischer Sandsteinbrunnen | 1794    | 130548 DDB |

### Schwalbacher Straße
| Bild                     | Bezeichnung                     | Lage                                                                                              | Beschreibung | Bauzeit | Objekt-Nr. |
| ------------------------ | ------------------------------- | ------------------------------------------------------------------------------------------------- | --- | --- | ---------- |
| Ehemalige Volksschule    | Ehemalige Volksschule           | Lorch, Schwalbacher Straße 41 LageFlur: 69, Flurstück: 9/1                                        | Ehemalige Volksschule im späten Bauhaus-Stil errichtet bis 2007 als Schule genutzt. 2012 erfolgte der Umbau und Anbau zu einem Hotel. | 1932/33, Anbau 2012                                                                                            | 130622 DDB |
| weitere Bilder           | Heiligkreuzkapelle mit Kreuzweg | Lorch, Schwalbacher Straße 117 LageFlur: 80, Flurstück: 42/1, 42/3                                | | 1677 erbaut, 1738 erweitert, 1826 restauriert, 1960/61 Ersetzung des Holzvorbaus durch einen Bruchsteinvorbau. | 130550 DDB |
| Kreuzweg                 | Kreuzweg                        | Lorch, Schwalbacher Straße 117 LageFlur: 80, Flurstück: 42/1, 42/3                                | | 1897/98 | 130550 DDB |
| Wisperbrücke             | Wisperbrücke                    | Lorch, Schwalbacher Straße (L 3033), Wisper (Gew II) LageFlur: 68, Flurstück: 186/2, 187/6, 205/8 | Historisch angepasster Brücken Neubau. Vorbild war die beseitigte Steinerne Brücke von 1556                                           | Ende 20. Jh.                                                                                                   | 130552 DDB |
| Hl. Johannes von Nepomuk | Hl. Johannes von Nepomuk        | Lorch, Schwalbacher Straße (L 3033), Wisper (Gew II) LageFlur: 68, Flurstück: 186                 | Sandsteinfigur der „alten“ Wisperbrücke.                                                                                              | 18. Jh. | 130552 DDB |

### Strunk
| Bild           | Bezeichnung    | Lage                                                             | Beschreibung | Bauzeit | Objekt-Nr. |
| -------------- | -------------- | ---------------------------------------------------------------- | --- | ------- | ---------- |
| weitere Bilder | Kriegerdenkmal | Lorch, Strunk 1 (bei Rheinstraße) LageFlur: 68, Flurstück: 171/1 | Obelisk aus gelben Sandstein, im Sockel eine Gedenktafel mit der Inschrift: „Zur Erinnerung an die im ruhmreichen Feldzuge 1870/71 gefallenen Krieger von Lorch“. Errichtet vom örtlichen Kriegerverein. Der auf dem Denkmal sitzende Sandsteinadler wurde Ende des 20. Jahrhunderts für den verschollenen Bronzeadler aufgesetzt. Hergestellt von der Fa. Meder & Sauer, Ehrenbreitstein. | 1875    | 130607 DDB |
| Strunk         | Strunk         | Lorch, Strunk 1 (bei Rheinstraße) LageFlur: 68, Flurstück: 171/1 | Turm der Stadtbefestigung; er diente zur Verteidigung der als Hafen ausgebauten Wispermündung | Um 1448 | 130592 DDB |
| Brunnen        | Brunnen        | Lorch, Strunk 1 (bei Rheinstraße) LageFlur: 68, Flurstück: 171/1 | Klassizistischer Sandsteinbrunnen | Um 1800 | 130526 DDB |

### Weiselberg
| Bild                                   | Bezeichnung                            | Lage                                                                  | Beschreibung | Bauzeit | Objekt-Nr. |
| -------------------------------------- | -------------------------------------- | --------------------------------------------------------------------- | --- | ------- | ---------- |
| Ehemalige Schiefergrube                | Ehemalige Schiefergrube                | Lorch, Weiselberg 9 LageFlur: 82, Flurstück: 459                      | Ein in den modernen Weinkeller des Weingutes Richard Weiler integrierter Schieferstollen, der in einem hallenartigen Raum endet. Hier wurde im 19. Jh Dachschiefer abgebaut. Der damalige Eigentümer, Wendelin Altenkirch, hatte das Recht zur Schiefergewinnung am 25.4.1828 vom königlichen Oberbergamt in Bonn verliehen bekommen. Wann der Abbau endete, ist unbekannt. | Ab 1828 | 130623 DDB |
| Weiseler Weg – Bettelpfad              | Weiseler Weg – Bettelpfad              | Lorch, Weiselberg, Bocksberg, Bettelpfad LageFlur: 82, Flurstück: 329 | Ein alter, historischer, vom ehemaligen Weiselertor ausgehender Weg. Der Hohlweg wurde zum Teil tief in Fels gehauen oder mit örtlichen Natursteinen gestückt (gepflastert). Er führte einst über die Höhe des Weiselberges nach Weisel. Tiefe Spurrillen der Fuhrwerke zeugen von der einstigen Bedeutung dieses Weges.                                                    |         | 130601 DDB |
| Weiseler Weg – Rest des Weiseler Tores | Weiseler Weg – Rest des Weiseler Tores | Lorch, Weiselberg, Bocksberg LageFlur: 82, Flurstück: 5               | Helle Kalksteinquader und rote Sandsteine, integriert in die bergseitige Schiefertrockenmauer, sind die letzten erhaltenen Reste des Weiseler Stadttors. |         | 130601 DDB |

### Wispergrund
| Bild      | Bezeichnung | Lage                                                | Beschreibung | Bauzeit | Objekt-Nr. |
| --------- | ----------- | --------------------------------------------------- | --- | ------- | ---------- |
| Hexenturm | Hexenturm   | Lorch, Wispergrund 2 LageFlur: 69, Flurstück: 320/1 | Der einzige neben dem Strunk erhaltene Stadtmauerturm. Hier soll 1520 die Schwiegermutter eines Presbergers auf dessen Beschuldigung hin als Hexe eingekerkert worden sein. Die Frau kam aber wieder frei, nachdem sich herausgestellt hatte, dass ihr Schwiegersohn nur an ihren Besitz gelangen wollte. Die Strafe traf nun ihn. |         | 130551 DDB |

### Wisperstraße
| Bild                         | Bezeichnung                  | Lage                                                               | Beschreibung | Bauzeit                                           | Objekt-Nr. |
| ---------------------------- | ---------------------------- | ------------------------------------------------------------------ | --- | ------------------------------------------------- | ---------- |
| Ehemalige Gerbermühle        | Ehemalige Gerbermühle        | Lorch, Wisperstraße 1a LageFlur: 69, Flurstück: 319/4              | Fachwerk Gewerbebau zur Gerbermühle gehörend. Das Mansarddach mit Lüftungsöffnungen diente als Trockenspeicher.                                                                                               | Um 1800                                           | 130553 DDB |
| Ehemalige Ölmühle            | Ehemalige Ölmühle            | Lorch, Wisperstraße 2 LageFlur: 69, Flurstück: 319/4               | Gutshaus der ehemaligen Öl- und Gerbermühle | 1816                                              | 130554 DDB |
| Gronauer Hof                 | Gronauer Hof                 | Lorch, Wisperstraße 18 LageFlur: 82, Flurstück: 449                | Fachwerk Hofanlage des Klosters Gronau | 16. Jh.                                           | 130555 DDB |
| Stein'scher Hof              | Stein'scher Hof              | Lorch, Wisperstraße 20 LageFlur: 68, Flurstück: 225/4, 226/5, 3, 4 | 1459 als Staffel`scher Hof erwähnt. Später Hof und Weingut der Reichsgrafen vom Stein. Mitte des 19. Jh. wurde der ehemalige quadratische Bruchsteinbau zum Berg hin erweitert und im Stil der Zeit verputzt. | ab dem 15. Jh. Um- und Anbauten bis Mitte 19. Jh. | 130556 DDB |
| Stein'scher Hof – Grenzstein | Stein'scher Hof – Grenzstein | Lorch, Wisperstraße 20 LageFlur: 68, Flurstück: 225/4              | Güterstein der Adelsfamilie von Sohlern | 1721                                              | 130556     |
|                              |                              | Lorch, Wisperstraße 26 LageFlur: 68, Flurstück: 26/2               | |                                                   | 130557 DDB |

### Außerhalb der Ortslage von Lorch
| Bild | Bezeichnung                  | Lage                                                                              | Beschreibung | Bauzeit             | Objekt-Nr. |
| --- | ---------------------------- | --------------------------------------------------------------------------------- | --- | ------------------- | ---------- |
| weitere Bilder | Ruine Nollig                 | Lorch, Außerhalb der Ortslage 1 (Nollig) LageFlur: 97, Flurstück: 53              | | Wohl 14. Jh.        | 130560 DDB |
| Hohl | Hohl                         | Lorch, Außerhalb der Ortslage 2 (Hohl) LageFlur: 83, Flurstück: 282               | Nach Osten führende Wegeverbindung. |                     | 130626 DDB |
| weitere Bilder | Wegkapelle im Kapellenberg   | Lorch, Außerhalb der Ortslage 3 (Kapellenweg) LageFlur: 84, Flurstück: 35         | Massivbau mit verschiefertem Satteldach, im Inneren eine Kreuzigungsgruppe. Erneuert 2006 | 18. Jh. oder früher | 130549 DDB |
| weitere Bilder | Turm des Weingutes Troitzsch | Lorch, Außerhalb der Ortslage 4 (Hamborn) LageFlur: 86, Flurstück: 116            | Die Kunstruine „Schöneck“, in Lorch unter der Bezeichnung „Türmchen“ bekannt, wurde vom Erbauer des gleichnamigen Hauses zu ihren Füßen errichtet. | Um 1900             | 130303 DDB |
| weitere Bilder | Myriameterstein 37           | Lorch, Außerhalb der Ortslage 5 (B 42) LageFlur: 92, Flurstück: 197               | Historischer Kilometerstein der Rheinvermessung, alle zehntausend Meter wurden solche Steine rechts und links des Rheins zwischen Basel und Rotterdam aufgestellt. Nur die obere Hälfte des Steines wurde nach dem Bau eines Radweges im Juli 2023 neu aufgestellt. | ab 1867             | 130603 DDB |
| Daubenauer Sauerbrunnen | Daubenauer Sauerbrunnen      | Lorch, Tagwerkerwiesen (im Wispertal) LageFlur: 12, Flurstück: 72/3               | Die Sauerwasserquelle wurde 1898, von dem 1867 gegründeten Lorcher Verschönerungsverein, gefasst, der Brunnentempel errichtet und ein Steg über die Wisper gebaut. In den 1970 er Jahren wurde die Anlage, von der Bundeswehr Feuerwehr, grundlegend renoviert und bis zur Auflösung des Bundeswehr Standortes Lorch gepflegt und instand gehalten. Leider ist der Brunnen nun wieder dem Verfall preisgegeben.              | 1898                | 130591 DDB |
| Haupthaus auf dem historischen Landsitz Kammerburg (errichtet 1912) als Neubau „Kammerburg“ bekannt auch als Haus Rheinberg, Villa Kammerburg, Haus Kammerburg oder auch Neue Villa | Haus Rheinberg               | Lorch, Im Wispertal 12 LageFlur: 8, Flurstück: 12                                 | Haus Rheinberg/Neubau „Kammerburg“ (erbaut 1912 auf dem Landsitz Kammerburg als Neubau „Kammerburg“, genannt auch als Villa Kammerburg, Haus Kammerburg oder auch Neue Villa) | 1910–1912           | 130593 DDB |
| Erbaut 1912 als Verwalter-Wohnhaus Kammerburg auf dem Landsitz Kammerburg | Haus Rheinberg – Pfortenhaus | Lorch, Im Wispertal 12 LageFlur: 8, Flurstück: 12                                 | Verwalterwohnhaus Kammerburg auf dem Landsitz Kammerburg (erbaut 1912) | 1910–1912           | 130593 DDB |
| weitere Bilder | Burg Rheinberg               | Lorch, Burgfrieden (an der Nordseite des Wispertals) LageFlur: 6, Flurstück: 10/1 | Um 1165 vom Erzstift Mainz erbaute Höhenburg, 1170 den Rheingrafen als kurmainzisches Lehen übertragen, 1280 bei der Fehde des Erzbischofs Werner von Eppstein mit dem Rheingrafen Siegfrid von Rheinberg zerstört, 1315 Wiederaufbau. Ab 1399 kurpfälzisches Lehen und Ausbau zu einer Ganerbenburg, seit Ende des 18. Jh. unbewohnt. Heute Ruine, erhaltene Reste: Bergfried, Batterieturm, Toranlage, größere Mauerreste. | um 1165             | 130559 DDB |
| Alte Villa | Alte Villa                   | Lorch, Villa Kammerburg (im Wispertal) LageFlur: 6, Flurstück: 23                 | |                     | 130594 DDB |
| weitere Bilder | Kammerburg                   | Lorch, Kammerberg (im Wispertal) LageFlur: 6, Flurstück: 14                       | Um 1295, vom Erzstift Mainz, als Belagerungsburg von Burg Rheinberg erbaut. Um 1500 bereits aufgegeben heute nur noch wenige Mauerreste vorhanden. | Um 1295             | 130636 DDB |

## Stadtteil Espenschied

### Gesamtanlagen mit besonderem Ensembleschutz
| Bild                        | Bezeichnung                 | Lage             | Beschreibung | Bauzeit | Objekt-Nr. |
| --------------------------- | --------------------------- | ---------------- | --- | ------- | ---------- |
| Gesamtanlage alter Ortskern | Gesamtanlage alter Ortskern | Espenschied Lage | Für folgende Straßenzüge, im alten Ortskern, besteht Ensembleschutz: Eichenweg 1–11, Gartenfeldstraße 1, Hauptstraße 10–12, Kirchweg (Ostseite) 1–11, (Westseite) 2–10, Laukenmühlerweg (Nordseite) 2–14, (Südseite) 1–7, Wilhelmstraße 2–6. |         | 130475 DDB |

### Eichenweg
| Bild | Bezeichnung | Lage                                                   | Beschreibung | Bauzeit | Objekt-Nr. |
| ---- | ----------- | ------------------------------------------------------ | --- | ------- | ---------- |
|      |             | Espenschied, Eichenweg 9 LageFlur: 2, Flurstück: 12/1  | Ortstypisches, giebelständiges verschiefertes Fachwerkwohnhaus mit quadratischem Grundriss. Durch die gleichartige Schieferverkleidung der benachbarten Giebelverkleidung (Eichenweg 11) ergibt sich eine gute Ensemblewirkung. | 18. Jh. | 130170 DDB |
|      |             | Espenschied, Eichenweg 11 LageFlur: 2, Flurstück: 11/1 | Giebelständiges Fachwerkwohnhaus mit rechteckigem Grundriss. Giebelseite verschiefert, Traufseite verputzt. Das über einem massiven Kellergeschoss hoch gelegene Erdgeschoss, wird über eine seitliche Freitreppe erschlossen.  | 18. Jh. | 130171 DDB |

### Hauptstraße
| Bild         | Bezeichnung  | Lage                                                    | Beschreibung | Bauzeit | Objekt-Nr. |
| ------------ | ------------ | ------------------------------------------------------- | --- | ------- | ---------- |
| Gemeindehaus | Gemeindehaus | Espenschied, Hauptstraße 10 LageFlur: 2, Flurstück: 210 | Das Gemeindehaus mit Bruchsteinsockel und schlichtem Fachwerkobergeschoss wurde im s.g. spätem Heimatstil errichtet. Vorher stand hier, dass durch Kriegseinwirkung, beschädigte Gemeindebackhaus. | 1948    | 130476 DDB |

### Kirchweg
| Bild               | Bezeichnung                     | Lage                                                                                    | Beschreibung | Bauzeit        | Objekt-Nr. |
| ------------------ | ------------------------------- | --------------------------------------------------------------------------------------- | --- | -------------- | ---------- |
|                    |                                 | Espenschied, Kirchweg 1 LageFlur: 2, Flurstück: 49                                      | Wahrscheinlich das älteste erhaltene Fachwerkwohnhaus des Dorfes. Giebel verschiefert, Fassade verputzt. Unter dem Putz der, weitgehend durch das Nachbargebäude (Kirchweg 3) verdeckten, Traufseite wird ein qualitätvolles, barockes Zierfachwerk vermutet. | frühes 18. Jh. | 130172 DDB |
| Gasthaus zur Linde | Gasthaus zur Linde              | Espenschied, Kirchweg 3 LageFlur: 2, Flurstück: 42/2                                    | Gasthaus mit markantem Krüppelwalmdach. Wahrscheinlich in konstruktivem Fachwerk erstellt und schon immer verputzt. | spätes 18. Jh. | 130477 DDB |
|                    |                                 | Espenschied, Kirchweg 6 LageFlur: 2, Flurstück: 20                                      | Kleines Fachwerkwohnhaus am Aufgang zur Kirche. Das konstruktive Fachwerk der ursprünglich verschieferten Giebelseite ist derzeit freigelegt. | 18. Jh.        | 130173 DDB |
|                    |                                 | Espenschied, Kirchweg 8 LageFlur: 2, Flurstück: 21                                      | Wegen der Hanglage halbgeschossig versetzt an Nr. 6 angebautes, schmales, verputztes Fachwerkwohnhaus. | 18. Jh.        | 130174 DDB |
|                    |                                 | Espenschied, Kirchweg 9 LageFlur: 2, Flurstück: 35                                      | Traufständiges, zum Teil verschiefertes Fachwerkwohnhaus, auf hohem quadratischem, vielleicht früher als Stall genutztem, massiven Sockelgeschoss. | 18. Jh.        | 130175 DDB |
| weitere Bilder     | Katholische Kirche St. Nikolaus | Espenschied, Kirchweg 11, Kirchweg 9, Friedhofsweg 3 LageFlur: 2, Flurstück: 25, 26, 35 | Schlichter rechteckiger Saalbau mit Rundbogenfenstern mit 5/8 Chorschluss aus verputztem Bruchsteinmauerwerk. Das Schieferdach trägt einen schlanken Dachreiter mit Haube und mehrfach unterteilter Laterne. Innenraum mit hölzerner Empore und Muldendecke. Barocke Innenausstattung weitestgehend aus der Entstehungszeit. | 1746–1748      | 130478 DDB |
| weitere Bilder     | Gefallenenehrenmal              | Espenschied, Friedhofsweg 3 (bei Kirchweg 11) LageFlur: 2, Flurstück: 26                | Über einem gemauerten quadratischen Bruchsteinsockel erhebt sich, auf einer Steinplatte, Quader förmig, das sandsteinerne Ehrenmal. Es ist gekrönt mit einem, auf einem Eichenkranz ruhenden Stahlhelm. Die vier Ecken werden von reliefierten brennenden Fackeln gebildet. Auf der Vorderseite eine schwarze Steintafel mit den Namen der Gefallenen des Ersten Weltkrieges. Auf den Seitenflächen sind Reliefs: links ein Schwert mit Lorbeerkranz, rechts ein Eisernes Kreuz. Nachträglich wurde auf der Rückseite des Denkmals eine Tafel für die Gefallenen des Zweiten Weltkrieges angebracht. Ursprünglich stand das Ehrenmal auf dem Dorfplatz, es wurde erst in neuerer Zeit hinter die Kirche auf den Friedhof umgesetzt. | 1930           | 130479 DDB |

### Wilhelmstraße
| Bild | Bezeichnung | Lage                                                            | Beschreibung | Bauzeit | Objekt-Nr. |
| ---- | ----------- | --------------------------------------------------------------- | --- | ------- | ---------- |
|      |             | Espenschied, Wilhelmstraße 2/4/6 LageFlur: 2, Flurstück: 33, 34 | Verputztes Fachwerkwohnhaus, nachträglich quer zur Firstrichtung zu einem Doppelhaus geteilt und an der nördlichen Traufseite erweitert. | 18. Jh. | 130480 DDB |

### Außerhalb der Ortslage von Espenschied
| Bild           | Bezeichnung                                                              | Lage | Beschreibung | Bauzeit                                       | Objekt-Nr. |
| -------------- | ------------------------------------------------------------------------ | --- | --- | --------------------------------------------- | ---------- |
| weitere Bilder | Lauksburg                                                                | Espenschied, Außerhalb der Ortslage (1), Am Schlößchen (im Wispertal) LageFlur: 4, Flurstück: 16                                  | | 14. Jh.                                       | 130481 DDB |
| weitere Bilder | Laukenmühle                                                              | Espenschied, Außerhalb der Ortslage (2) (Wisperstraße (L 3033) 4/2, Teichacker) LageFlur: 3, 4, Flurstück: 12, 13, 14, 20, 15, 17 | | Mühle erstmals erwähnt 1377, Wohnhaus um 1700 | 130482 DDB |
| weitere Bilder | Reste des Reichsarbeitsdienstlagers – Abteilung 5/257 „Gottfried Keller“ | Espenschied, Außerhalb der Ortslage (3) (Wisperstraße (L 3033) 7, Mehrholz) LageFlur: 4, 5, Flurstück: 23, 1                      | Ehem. Reichsarbeitsdienstlager für ca. 400 Männer, die im Straßen- u. Wegebau arbeiteten. Das Lager bestand aus vier Mannschaftsbaracken, Küchen- u. Speisebaracke, Verwaltung; außerdem Schießstand, Exerzierplatz, Lagerführerhaus, Wache, Wachturm (Feuerwache). 1945/46 wurden die Holzfertigteilbaracken bis auf eine nach Wiesbaden verbracht. Toröffnung mit Nische einer Wache, Wege, Grundmauern, Treppen aus örtlichem Schiefer sind noch erhalten. | 1936–1938                                     | 130484 DDB |

## Stadtteil Lorchhausen

### Gesamtanlagen mit besonderem Ensembleschutz
| Bild                        | Bezeichnung                 | Lage                       | Beschreibung | Bauzeit | Objekt-Nr. |
| --------------------------- | --------------------------- | -------------------------- | --- | ------- | ---------- |
| Gesamtanlage alter Ortskern | Gesamtanlage alter Ortskern | Lorchhausen, Ortskern Lage | Für folgende Straßenzüge, im alten Ortskern, besteht Ensembleschutz: Fahnenstraße, Kauber Straße 1–17, Lorcher Straße 1–14, Oberflecken (Nordseite) 1–13, (Südseite) 2–27, Rebenhang 1, Rheinallee 1–17 |         | 130291 DDB |

### Am Rebenhang
| Bild                        | Bezeichnung                            | Lage                                                                 | Beschreibung | Bauzeit | Objekt-Nr. |
| --------------------------- | -------------------------------------- | -------------------------------------------------------------------- | --- | ------- | ---------- |
| weitere Bilder              | Katholische Pfarrkirche St. Bonifatius | Lorchhausen, Am Rebenhang 1 LageFlur: 23, Flurstück: 201/1, 204, 205 | Ein das Ortsbild beherrschender, schöner, dreischiffiger Bau mit Einturmfassade im Stil der Neugotik aus unverputztem heimischen Bruchstein. Der Architekt hieß Kontzen, nach Schwierigkeiten mit dessen Nachfolger, dem Franziskanerbruder Paschalis, übernahm der Limburger Diözesanbaumeister Max Meckel mit den, von ihm überarbeiteten, Plänen seiner Vorgänger die Bauleitung. | 1877–79 | 130290 DDB |
| Gedenkstein des Peter Dreys | Gedenkstein des Peter Dreys            | Lorchhausen, Am Rebenhang 1 LageFlur: 23, Flurstück: 205             | Gedenkstein aus der ehemaligen Catharinen-Kapelle. Die Inschrift lautet: „Der Herr wird / richten den Erdboden / in seiner Gerechtigkeit und die Völker / in seiner Wahrheit / Anno 1626 den 29 January starb der / Ernsthaft Peter Dreys Bürgermeister und Restaurator dieser Capellen 1659 Barbara / Möhrin den 10 February seine Hausfrau / deren Sehlen Gott Gnaden wolle / Posuit Peter Dreys G. Schöffe starb 1674 / Ursula Hysterin starb 1641 23 Oktober / Gutula Kaulin c ben 1665 10 Mary / Susana Margareta Meglin Obyt 23 Mary / seine Hausfrauin ...TY 1668 / Ana Maria Filia / Io: Peter Dreys Filius / Requies Cant in Pace Amen“ | 1626    |            |

### Kauber Straße
| Bild                     | Bezeichnung              | Lage                                                         | Beschreibung | Bauzeit | Objekt-Nr. |
| ------------------------ | ------------------------ | ------------------------------------------------------------ | --- | ------- | ---------- |
| Kruzifix o.Nr.           | Kruzifix o.Nr.           | Lorchhausen, Kauber Straße LageFlur: 15, Flurstück: 465/2    | Modernes Wegekreuz mit Eichenholz Korpus (Bildhauers Rudolf Höfle aus Morbach / Hunsrück). Ursprünglicher Standort eines Kreuzes aus dem 18. Jh., es befindet sich heute in der Lorchhäuser St.-Bonifatius-Kirche. | 1962    | 130561 DDB |
| Ehem. Rathaus und Schule | Ehem. Rathaus und Schule | Lorchhausen, Kauber Straße 12 LageFlur: 15, Flurstück: 114/5 | Am damaligen westlichen Ortsrand als schlichter, klassizistischer, Repräsentativ-Bau errichtet. Leider durch den Einbau von modernem Garagentor u. a. „Modernisierungen“ der schönen Optik beraubt.                | 1823    | 130294 DDB |

### Lorcher Straße
| Bild                    | Bezeichnung             | Lage                                                           | Beschreibung | Bauzeit  | Objekt-Nr. |
| ----------------------- | ----------------------- | -------------------------------------------------------------- | --- | -------- | ---------- |
| Wohn- und Geschäftshaus | Wohn- und Geschäftshaus | Lorchhausen, Lorcher Straße 1 LageFlur: 15, Flurstück: 891/152 | Eckgebäude aus der Gründerzeit mit Blendziegelfassade und variierten Fensterformen in profilierten Sandsteingewänden. Über dem Eckeingang zum Ladengeschäft, Balkon mit geschwungenem gusseisernem Geländer. Viele Details noch original erhalten. | ca. 1897 | 130296 DDB |

### Oberflecken
| Bild                           | Bezeichnung                    | Lage                                                                     | Beschreibung | Bauzeit                                                                       | Objekt-Nr. |
| ------------------------------ | ------------------------------ | ------------------------------------------------------------------------ | --- | ----------------------------------------------------------------------------- | ---------- |
| Zwei Turmruinen und Mauerreste | Zwei Turmruinen und Mauerreste | Lorchhausen, Oberflecken, Kapellenberg LageFlur: 23, Flurstück: 207, 250 | Grundmauern zweier quadratischer Türme der ehemaligen Ortsbefestigung. Auf dem Bild sieht man die Grundmauern des größeren Turmes. Die Reste des Kleineren liegen ca. 50 m entfernt taleinwärts und sind durch die starke Überwachsung kaum zu erkennen. | 14. Jh.                                                                       | 130297 DDB |
| weitere Bilder                 | Alte Kirche                    | Lorchhausen, Oberflecken 1 LageFlur: 15, Flurstück: 128/1                | Der romanische Kirchturm war wahrscheinlich Teil der Ortsbefestigung. Das 1790 veränderte Kirchenschiff brannte 1801 komplett aus. Bis 1805 wurde es wieder hergestellt, dabei wurden auch die Außenmauern erhöht und ein Gewölbe eingebaut. 1872 brannte die Kirche wieder komplett aus. 1873 wurde ein Notdach über den Außenmauern errichtet, um die ausgebrannte Kirche bis zur Fertigstellung der neuen nutzen zu können. Mit der Fertigstellung des neuen Gotteshauses 1879 wurde dann die alte Kirche endgültig profaniert. Das Gebäude wurde zunächst als Scheune genutzt, dann nach dem Zweiten Weltkrieg zum Wohnhaus umgebaut. | Turm 14. Jh. Kirchenschiff ca. 1580, 1790 vergrößert. 1950 Umbau zum Wohnhaus | 130298 DDB |
| Winzerhaus                     | Winzerhaus                     | Lorchhausen, Oberflecken 5 LageFlur: 15, Flurstück: 133/10               | Als Wohn- und Gasthaus mit Saal erbaut, ab 1903 bis 1976 im Besitz des Lorchhäuser Winzervereins, 1936 Umbenennung von „Zum Rebstock“ in „Winzerhaus“. Bis Ende der 1960er Jahre spielten sich hier viele der örtlichen kulturellen Veranstaltungen ab. Nach dem Umbau der „neuen“ Schule zum Dorfgemeinschaftshaus hatte das „Winzerhaus“ als Veranstaltungsort ausgedient. | 1889                                                                          | 130299 DDB |
| Wegbild Maria                  | Wegbild Maria                  | Lorchhausen, Rosenberg (bei Oberflecken) LageFlur: 15, Flurstück: 1062   | Die in einer Weinbergmauernische stehende Madonna soll aus der ehem. Katharinen-Kapelle stammen, die bis Ende des 18. Jh. im Oberflecken stand. | 18. Jh.                                                                       | 130563 DDB |

### Rheinallee
| Bild                          | Bezeichnung                   | Lage                                                                          | Beschreibung | Bauzeit | Objekt-Nr. |
| ----------------------------- | ----------------------------- | ----------------------------------------------------------------------------- | --- | ------- | ---------- |
| Rest der Ortsmauer mit Pforte | Rest der Ortsmauer mit Pforte | Lorchhausen, Rheinallee, Rheinallee 13 LageFlur: 15, Flurstück: 476/3, 882/81 | Kleine Pforte der ehemaligen Ortsbefestigung zum Rhein. | 14.Jh.  | 130292 DDB |
| Gasthaus und Hotel Rheingold  | Gasthaus und Hotel Rheingold  | Lorchhausen, Rheinallee 1 LageFlur: 15, Flurstück: 15/2                       | Ein repräsentativer, historistischer Hotelbau mit Gaststätte und Saal. Ein Treppen-, ein Fachwerk- und ein Schiefergiebel krönen das romantische Gebäude und sorgen so für eine malerische Wirkung. | 1906    | 130300 DDB |
| Kath. Pfarrhaus               | Kath. Pfarrhaus               | Lorchhausen, Rheinallee 7 LageFlur: 15, Flurstück: 76/5                       | Backsteinbau in schlichten neugotischen Formen über rechteckigem Grundriss. Schönes gekuppeltes Maßwerkfenster im Zwerchhausgiebel in der „Rheinfront“.                                             | 1888    | 130301 DDB |

### Außerhalb der Ortslage von Lorchhausen
| Bild                     | Bezeichnung              | Lage | Beschreibung | Bauzeit                                                          | Objekt-Nr. |
| ------------------------ | ------------------------ | --- | --- | ---------------------------------------------------------------- | ---------- |
| Wegekreuz „Kleiner Hahn“ | Wegekreuz „Kleiner Hahn“ | Lorchhausen, Außerhalb der Ortslage (Mittleres Leichental – nahe dem Hof Kleiner Hahn) LageFlur: 3, Flurstück: 104                                                                     | Wegekreuz aus rotem Sandstein auf 2 quadratischen Sockeln mit folgender Inschrift: O, ALLE DIE IHR AUF / DEM WEGE / VORÜBER GEHET / BETRACHTET U. SEHET / OB EIN SCHMERZ / GLEICHET MEINEM / SCHMERZ / UND BETET, WAS ICH / EUCH GELEHRT. / FÜR ANTON LIEPPERT / UND DESSEN EHEFRAU / KATHARINA GEB. DAHLEM / BEIDE AUS LORCHHAUSEN / ANNO 1843                            | 1843, 1974 renoviert dabei die Inschrift erneuert.               | 130562 DDB |
| Hof Kleiner Hahn         | Hof Kleiner Hahn         | Lorchhausen, Außerhalb der Ortslage (Hof Kleiner Hahn) LageFlur: 3, Flurstück: 109 | Kleine Hofanlage mit ehemaligen Stallungen, Backhaus und Brunnen. Die Gebäude sind überwiegend aus örtlichen Bruchsteinen errichtet. Das eingeschossige Wohnhaus mit Massivsockel besitzt einen verputzten Fachwerkaufbau. | um 1800                                                          | 130627 DDB |
| Wegekreuz                | Wegekreuz                | Lorchhausen, Außerhalb der Ortslage (Edesberg) LageFlur: 21, Flurstück: 107 | Wegekreuz aus rotem Sandstein ursprünglich errichtet von der Lorcher Familie Bruchhäuser zum Gedenken an ihren 1915 gefallenen Sohn. Es stand bis zur Flurbereinigung auf der Gemarkungsgrenze Lorch Bleichstraße – Lorchhausen Lorcherstraße. Heute steht es liebevoll gestaltet auf drei Sandsteinquadern im Edesberg hoch über dem Rhein.                               | 1920, ca. 1970 niedergelegt, 1984 renoviert und wieder errichtet | 130639 DDB |
| weitere Bilder           | Clemenskapelle           | Lorchhausen, Außerhalb der Ortslage (Pidell) LageFlur: 21, Flurstück: 2 | Die zu Ehren der „Schmerzhaften Muttergottes“, nach den Plänen des Geisenheimer Architekten Georg Hartmann, errichtete Kapelle, ist wie die Pfarrkirche aus unverputztem heimischen Bruchstein ausgeführt. Hoch über Lorchhausen gelegen, fügt sie sich malerisch in das Landschaftsbild ein. Sie wurde nach dem Initiator des Baues Pfarrer Clemens La Roche benannt.     | 1908/09                                                          | 130288 DDB |
| Kreuzweg                 | Kreuzweg                 | Lorchhausen, Außerhalb der Ortslage (Pidell) LageFlur: 21, Flurstück: 2 | Die backsteinsichtig, schiefergedeckten Kreuzwegstationen beherbergen in ihren spitzbogigen Nischen farbig gefasste Reliefbilder vom Leiden Jesu Christi. Diese Bilder stammen aus der Pfarrkirche und wurden 1961 vor die ursprünglichen Reliefs, die in schlechteren Zustand waren, gesetzt. Der Kreuzweg endet an der knapp 30 Jahre später errichteten Clemenskapelle. | ca. 1880                                                         | 130289 DDB |
| weitere Bilder           | Burg Waldeck             | Lorchhausen, Außerhalb der Ortslage (Schloßwald – über dem Tiefenbachtal in der Nähe von Sauertal gelegen aber zur Lorchhäuser Gemarkung gehörig) LageFlur: 1, Flurstück: 28/13, 29/13 | Ruine einer Höhenburg. Stattliche Mauerreste und ein 17 m tiefer Brunnen sind noch erhalten und frei zugänglich. | 1147                                                             | 130295 DDB |
| Wasserbehälter           | Wasserbehälter           | Lorchhausen, Außerhalb der Ortslage (Talweg) LageFlur: 9, Flurstück: 262/4 | Der historisierte Zweckbau aus örtlichem Bruchstein fügt sich harmonisch in die Landschaft ein. | 1927                                                             | 130640 DDB |
| Friedhofskreuz           | Friedhofskreuz           | Lorchhausen, Außerhalb der Ortslage (Talweg 2) LageFlur: 20, Flurstück: 1/2 | Weit verbreiteter Typus eines Friedhof-Kruzifixes der damaligen Zeit. Korpus und Kreuz aus Sandstein. | ca. 1890                                                         | 130293 DDB |

## Stadtteil Ransel

### Gesamtanlagen mit besonderem Ensembleschutz
| Bild                        | Bezeichnung                 | Lage        | Beschreibung | Bauzeit | Objekt-Nr. |
| --------------------------- | --------------------------- | ----------- | --- | ------- | ---------- |
| Gesamtanlage alter Ortskern | Gesamtanlage alter Ortskern | Ransel Lage | Für folgende Straßenzüge, im alten Ortskern, besteht Ensembleschutz: Kirchstraße (Ostseite) 1–12, (Westseite) 8–16, Oberstraße, Taunusstraße 3–34, Unterstraße zwischen 1 u. 7. |         | 130497 DDB |

### Kirchstraße
| Bild           | Bezeichnung                           | Lage                                                                          | Beschreibung | Bauzeit                                                         | Objekt-Nr. |
| -------------- | ------------------------------------- | ----------------------------------------------------------------------------- | --- | --------------------------------------------------------------- | ---------- |
|                |                                       | Ransel, Kirchstraße 2 LageFlur: 1, Flurstück: 116                             | Ein, bis auf die modernen Fenster, fast unverändert erhaltenes ortstypisch verschiefertes Fachwerkgebäude. | 17./18. Jh.                                                     | 130499 DDB |
|                |                                       | Ransel, Kirchstraße 5 LageFlur: 1, Flurstück: 132                             | Kleines zweizoniges Fachwerkwohnhaus, mit der ortsüblichen Verschieferung. | 18. Jh.                                                         | 130501 DDB |
|                |                                       | Ransel, Kirchstraße 6 LageFlur: 1, Flurstück: 117                             | Giebelständiges Fachwerkwohnhaus mit Krüppelwalmdach, verschiefertem Obergeschoss und verputztem Erdgeschoss. Ortsbildprägend durch die gute Ensemblewirkung mit den Nachbarbauten. | 1. Hälfte 18. Jh.                                               | 130500 DDB |
|                |                                       | Ransel, Kirchstraße 7 LageFlur: 1, Flurstück: 123                             | Giebelständiges verputztes Fachwerkwohnhaus mit Krüppelwalmdach und verschiefertem Giebel. Wie Hs.Nr.6 ortsbildprägend durch die gute Ensemblewirkung mit den Nachbarbauten. | 1. Hälfte 18. Jh.                                               | 130502 DDB |
|                |                                       | Ransel, Kirchstraße 9 LageFlur: 1, Flurstück: 126                             | Giebelständiges, zweizoniges Fachwerkwohnhaus, mit Satteldach. Komplett, ortstypisch, verschiefert. Ebenfalls ortsbildprägend durch die gute Ensemblewirkung mit den Nachbarbauten. | 1. Hälfte 18. Jh.                                               | 130504 DDB |
| weitere Bilder | Katholische Pfarrkirche St. Katharina | Ransel, Kirchstraße 21a, Hinter der Kirche LageFlur: 1, Flurstück: 10, 11, 22 | Die in einem Kirchhof liegende Kirche aus der Barockzeit ist aus heimischen Bruchstein errichtet. Bei der Erweiterung durch eine Eingangshalle in den 1950er Jahren wurde auch die Empore nach Westen versetzt. Dabei wurden auch die Fassadenwände von Putz und weißer Farbe befreit und präsentieren sich heute „steinsichtig“ nach dem Geschmack der damaligen Zeit. | 1740–1745, 1954 Bau der Eingangshalle und Versetzung der Empore | 130498 DDB |

### Oberstraße
| Bild | Bezeichnung | Lage                                            | Beschreibung | Bauzeit        | Objekt-Nr. |
| ---- | ----------- | ----------------------------------------------- | --- | -------------- | ---------- |
|      |             | Ransel, Oberstraße 2 LageFlur: 1, Flurstück: 15 | Stattliches giebelständiges Fachwerkwohnhaus mit breitem Krüppelwalm. Bei Renovierung in jüngerer Zeit wurde die Verschieferung sowie der Putz abgenommen und das Fachwerk freigelegt. Die Farbgebung und die massiven Änderungen des Daches, wie der Einbau einer Vielzahl von Gauben sowie die untypische Pfannendeckung haben der ursprünglichen Wirkung des Gebäudes sehr geschadet. | spätes 17. Jh. | 130503 DDB |

### Taunusstraße
| Bild | Bezeichnung | Lage                                                | Beschreibung | Bauzeit       | Objekt-Nr. |
| ---- | ----------- | --------------------------------------------------- | ------------ | ------------- | ---------- |
|      |             | Ransel, Taunusstraße 26 LageFlur: 1, Flurstück: 135 |              | evtl. 17. Jh. | 130505 DDB |

### Unterstraße
| Bild                 | Bezeichnung          | Lage                                             | Beschreibung | Bauzeit | Objekt-Nr. |
| -------------------- | -------------------- | ------------------------------------------------ | ------------ | ------- | ---------- |
| Ehemaliges Pfarrhaus | Ehemaliges Pfarrhaus | Ransel, Unterstraße 1 LageFlur: 1, Flurstück: 55 |              | 1781    | 130506 DDB |

### Außerhalb der Ortslage von Ransel
| Bild             | Bezeichnung      | Lage                                                       | Beschreibung | Bauzeit | Objekt-Nr. |
| ---------------- | ---------------- | ---------------------------------------------------------- | --- | ------- | ---------- |
| Landesgrenzstein | Landesgrenzstein | Ransel, Schlink (nahe Hof Oders) LageFlur: 7, Flurstück: 2 | Landesgrenzstein Kurmainz / Kurpfalz aus rotem Sandstein. Mit Kurmainzer und Kurpfälzer Wappen und der Inschrift: EIN SCHEIDSTEIN ZVISCHEN CUB (Kaub) UND LORCH MARKEN A. D. 1462 | 1462    | 130642 DDB |

## Stadtteil Wollmerschied

### Gesamtanlagen mit besonderem Ensembleschutz
| Bild            | Bezeichnung                 | Lage                               | Beschreibung | Bauzeit | Objekt-Nr. |
| --------------- | --------------------------- | ---------------------------------- | --- | ------- | ---------- |
| Bild gesucht BW | Gesamtanlage Rheingaustraße | Wollmerschied, Rheingaustraße Lage | Für folgende Straßenzüge, im alten Ortskern, besteht Ensembleschutz: Rheingaustraße (Nordseite) 7–13, (Südseite) 22. |         | 130568 DDB |

### Rheingaustraße
| Bild           | Bezeichnung              | Lage                                                           | Beschreibung | Bauzeit | Objekt-Nr. |
| -------------- | ------------------------ | -------------------------------------------------------------- | --- | ------- | ---------- |
| weitere Bilder | Kath.Kirche St. Antonius | Wollmerschied, Rheingaustraße 22 LageFlur: 1, Flurstück: 120/1 | Der kleine Saalbau mit spitzem Dachreiter ersetzte eine Kapelle von 1713. Innenausstattung teilweise aus dem Vorgängerbau, wie die Reste eines barocken Hochaltars sowie verschiedene Heiligen Figuren (Mitte bis Ende 18.Jh.) | 1894    | 130569 DDB |

### Außerhalb der Ortslage von Wollmerschied
| Bild           | Bezeichnung   | Lage                                                                                    | Beschreibung | Bauzeit                                                 | Objekt-Nr. |
| -------------- | ------------- | --------------------------------------------------------------------------------------- | ------------ | ------------------------------------------------------- | ---------- |
| weitere Bilder | Werkerbrunnen | Wollmerschied, Werkerkopf (Werkerbachtal am Sauerbornsberg) LageFlur: 5, Flurstück: 1/3 |              | bekannt seit 1750, Ausbau 1783, Holzüberdachung 20. Jh. | 130590 DDB |